# Abbildungen Varieté
Az Abbildungen Varieté együttes a jugoszláv experimentális zene meghatározó tagja volt.
Alapítói, Marko Ornik, Goran Majcen, Branko Mirt, Igor Zupe és Darko Senekovič (Leonard Rubins) a Neue Slowenische Kunst összművészeti mozgalomból kerültek ki.
Fennállása ideje alatt, azaz 1982 és 1987 (más források szerint az együttes 1984 szűnt meg) a zenekar csak egyetlen kazettát adott ki, azt is csupán 230 példányban. Emellett még pár válogatott szerzeményeket és feldolgozásokat tartalmazó kazetta köthető az Abbildungen Varieté nevéhez.
A maribori együttes hatását a ljubljanai Leibach zenekarhoz hasonlítják, azzal, hogy az Abbildungen Varieté az indusztriális zenei műfaj mellett szívesen kísérletezett a posztindusztriális zenével, a minimalizmussal, a posztrock zenével és a rituális zenével is.

## Albumok
- (1983) Abbildungen Varieté. Kiadó: Galerija ŠKUC Izdaja, Ljubljana.

### Válogatott szerzemények és feldolgozások
- (1984) 1984. Kiadó: ZKP RTVL, Ljubljana.

## Filmek
Az együttesről Andrej Lupinc rendező 1987-ben a zenekar nevével megegyező című dokumentumfilmet forgatott.